# Bárion Delta

Bárion Delta

Os bárions delta (também chamados de  ressonâncias delta) são uma família de hádrons subatômicos, partículas que têm os símbolos 
Δ++
, 
Δ+
, 
Δ0
, e 
Δ−
 e cargas elétricas +2, +1, 0 e −1 cargas elementares respectivamente. Como núcleons, eles são relativamente leves (1232 MeV/c2) bárions constituídos apenas de quarks up (u) e down (d), mas ao contrário dos núcleons, eles têm  spin e isospin igual a 3⁄2, ao passo que o próton e o nêutron têm spin 1⁄2 e isospin ±1⁄2.

## Composição
As quatro partículas diferentes que fazem a família delta são distinguidas pelas sua cargas elétricas, que é a soma das cargas elétricas da mistura de quark up (
u
) e quark down (
d
 que os compõem. Eles também têm quatro antipartículas que os opõem em cargas, feitos pelos seus respectivos antiquarks. A existência da 
Δ++
, com sua inusual carga +2, foi crucial no desenvolvimento do modelo quark.
O spin 3⁄2 significa que os três quarks dentro da partícula 
Δ
 têm seuas eixos de spin voltados para a mesma direção, diferente de seus semelhantes próton e nêutron em que o spin dos três quarks constituintes alinhados são as vezes opostos ao spin dos outros dois. Esse alinhamento de spin é complementado pelo isospin que diferenciam as partículas 
Δ+
 e 
Δ0
 e núcleons ordinários, que têm isospin e spin de 1⁄2.

## Decaimento
Todas as variedades de 
Δ
 rapidamente decaem via interação forte em um núcleon(próton ou nêutron) e um píon de carga apropriada.  A amplitude de vários estados de carga final dão os seus respectivos coeficientes de Clebsch-Gordan, Mas raramente e mais lentamente, as partículas 
Δ+
 podem decair para um próton e um fóton e a 
Δ0
 pode decair para um nêutron e um fóton.

## Lista de bárions delta
| Nome: | Simbolo: | Quark constituinte: | massa em repouso (MeV/c²) | I   | JP    | Q (e) | S | C | B' | T | vida média (s)      | geralmente decai para:          |
| ----- | -------- | ------------------- | ------------------------- | --- | ----- | ----- | - | - | -- | - | ------------------- | ------------------------------- |
| Delta | Δ+       | uuu                 | 1232 ± 1                  | 3⁄2 | 3⁄2+  | 2     | 0 | 0 | 0  | 0 | 5,58 ± 0,09 × 10−24 | Próton + Pion(positivo)         |
| Delta | Λ+       | uud                 | 1232 ± 1                  | 3⁄2 | 3⁄2+  | 1     | 0 | 0 | 0  | 0 | 5,58 ± 0,09 × 10−24 | pion e próton ou pion e nêutron |
| Delta | Λ ⁰      | udd                 | 1232 ± 1                  | 3⁄2 | 3⁄2 + | 0     | 0 | 0 | 0  | 0 | 5,58 ± 0,09 × 10−24 | pion e nêutron ou pion e próton |
| Delta | Λ −      | ddd                 | 1232 ± 1                  | 3⁄2 | 3⁄2 + | -1    | 0 | 0 | 0  | 0 | 5,58 ± 0,09 × 10−24 | nêutron e pion                  |

[a] ↑  PDG relata a largura de ressonância (Γ). Aqui a conversão τ = ℏ/Γ é dada em vez disso.